# 2024년 하계 올림픽 말리 선수단
말리는 2024년 7월 26일부터 8월 11일까지 파리에서 열리는 2024년 하계 올림픽에 참가했다. 말리는 1964년 공식 데뷔 이후 모든 하계 올림픽에 참가했다. (단, 1976년 몬트리올 하계 올림픽은 아프리카 보이콧으로 인해 제외)

## 출전 선수
| 종목   | 남자 | 여자 | 전체 |
| ------ | ---- | ---- | ---- |
| 육상   | 1    | 0    | 1    |
| 복싱   | 0    | 1    | 1    |
| 축구   | 18   | 0    | 18   |
| 수영   | 1    | 1    | 2    |
| 태권도 | 1    | 0    | 1    |
| 전체   | 21   | 2    | 23   |

## 매달 집계
| 종목 | 1 | 2 | 3 | 합계 |
| 종목 | ' | ' | ' | '    |
| 종목 | ' | ' | ' | '    |
| 종목 | ' | ' | ' | '    |
| 합계 | ' | ' | ' | '    |

## 같이 보기
- 2024년 하계 올림픽